# Auguste Verdyck
Auguste Verdyck (forme francisée d’August Verdĳck, nom à l’état civil) est un coureur cycliste belge, né le 8 février 1902 à Schoten et mort le 14 février 1988 à Merksem. Il fut professionnel de 1924 à 1939. Il est le frère du cycliste Lucien Verdijck.

## Palmarès
- 1924
  - Paris-Nantes
  - Tour de Belgique indépendants
  - 2e de la Coupe Sels
- 1925
  - 5e étape du Tour de Belgique
  - Paris-Nantes
  - 2e étape du Critérium des Aiglons
  - Tour du Pays basque :
    - Classement général
    - 3e étape

  - 2e du championnat de Belgique sur route
  - 3e du Tour de Belgique
  - 8e du Tour de France
- 1928
  - 2e du championnat de Belgique de cyclo-cross
- 1932
  - 2e du Prix national de clôture
  - 3e du Grand Prix de l'Escaut

## Résultats sur le Tour de France
2 participations
- 1925 : 8e
- 1929 : abandon (8e étape)